# 正田英三郎
正田 英三郎（しょうだ ひでさぶろう、1903年〈明治36年〉9月21日 - 1999年〈平成11年〉6月18日）は、日本の実業家。日清製粉（現在の日清製粉グループ本社）社長・会長を務めた。
日清製粉グループの創業者・正田貞一郎の三男として生まれたが、長兄・明一郎（貞一郎の長男）が早世し、次兄・建次郎（貞一郎の次男）が数学者となったので、英三郎が父の跡を継ぎ、製粉業界最大手の日清製粉（現在の日清製粉グループ本社）の社長・会長を歴任した。
上皇后美智子の父であり、第126代天皇・徳仁（今上天皇）、皇嗣・秋篠宮文仁親王、黒田清子(元内親王)の母方の祖父（外祖父）にあたる。

## 略歴

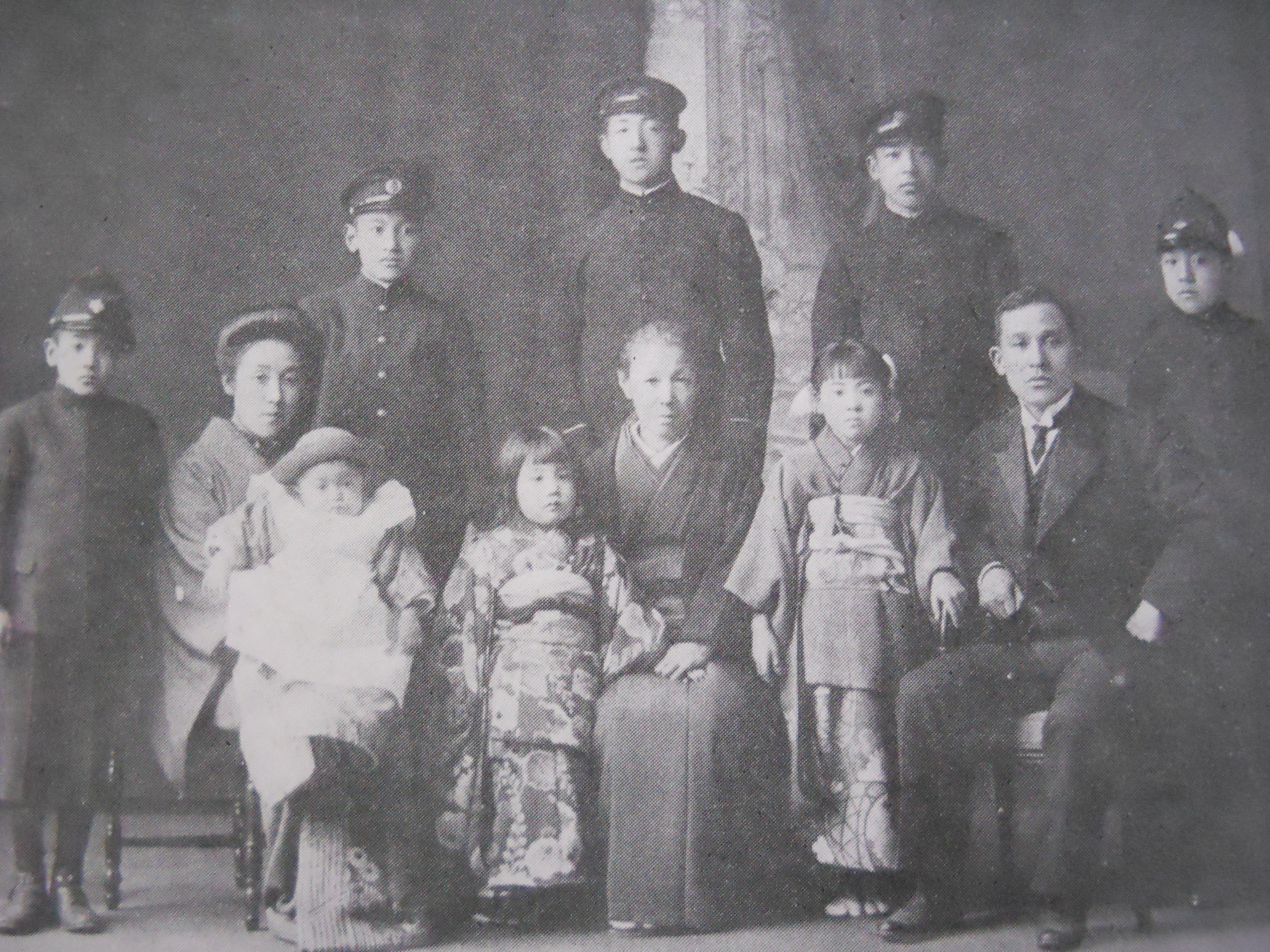
正田家の人々（1914年・大正3年）
後列右が英三郎。 前列左の弟・順四郎と共に東京高師附属小（現在の筑波大附属小）の制服を着ている

- 1903年（明治36年）9月21日 - 群馬県邑楽郡館林町（現在の館林市）に誕生。
- 1916年（大正5年） - 東京高等師範学校附属小学校（現在の筑波大学附属小学校）卒業。
- 1921年（大正10年） - 旧制東京高等師範附属中学校（現在の筑波大学附属中学校・高等学校）卒業。附属中学校の同級生には、美濃部亮吉（元東京都知事）、岸本英夫（東京大学名誉教授）、芳賀檀（ドイツ文学者）、諸井三郎（作曲家）などがいる。
- 1927年（昭和2年） - 東京商科大学（現在の一橋大学）を卒業（上田貞次郎ゼミ）し、三菱商事に入社。
- 1929年（昭和4年）- 日清製粉に転じる。
- 1935年（昭和10年）- 取締役に就任。
- 1945年（昭和20年）6月 - 社長に就任。
- 1959年（昭和34年）4月10日 - 長女・美智子が当時の皇太子明仁親王と結婚。
- 1973年（昭和48年）11月 - 社長を退き、会長に就任。
- 1981年（昭和56年）6月 - 会長を退き、名誉会長に就任。
- 1986年（昭和61年）6月 - 次男・修が日清製粉の社長に就任。
- 1999年（平成11年）6月18日 - 死去。95歳没。

## 家族・親族

### 正田家
- 曾祖父・文右衛門（3代）（商人）
文政元年7月（1818年8月）生 - 1895年（明治28年）3月没
- 祖父・作次郎
弘化3年（1846年）生 - 明治4年5月（1871年7月）没
- 祖母・幸（長家の長女）
嘉永3年（1850年）生 - 1922年（大正11年）4月没
- 父・貞一郎（日清製粉社長、東武鉄道会長、貴族院議員）
明治3年2月（1870年3月）生 - 1961年（昭和36年）11月没
- 母・きぬ（群馬県、正田文右衛門（5代）長女）
1880年（明治13年）生 - 1970年（昭和45年）5月没[1]
- 姉・はる
1898年（明治31年）9月生 - 没
- 兄・明一郎
1899年（明治32年）12月生 - 1922年（大正11年）3月没
- 兄・建次郎（数学者、大阪大学6代総長、武蔵大学学長）
1902年（明治35年）2月生 - 1977年（昭和52年）3月没
- 弟・順四郎（実業家）
1906年（明治39年）4月生 - 1945年（昭和20年）5月没
- 妹・勅子（化学者、東京大学名誉教授・水島三一郎の妻）
1908年（明治41年）8月生 - 没
- 妹・祐子（和歌山県、実業家・脇村禮次郎の妻）
1910年（明治43年）8月生 - 没
- 弟・篤五郎（学者、東京大学教授）
1913年（大正2年）10月生 - 没
- 妹・千鶴子
1915年（大正4年）11月生 -
- 妹・和子
1917年（大正6年）7月生 -
- 妻・富美子（中支那振興会社常務理事・副島綱雄の長女）
1909年（明治42年）9月生 - 1988年（昭和63年）5月没[2]　結婚後夫の赴任地ドイツで長男出産[3]。
- 長男・巌
1931年（昭和6年）生[4] -
同妻・淑（元内閣総理大臣・濱口雄幸の孫娘）
- 長女・美智子（皇族、上皇后）
1934年（昭和9年）10月生 -
- 次女・恵美子（昭和電工社長・安西孝之の妻）
- 次男・修（実業家）
1942年（昭和17年）10月生 -
同妻・泰子（クラレ社長・大原総一郎の次女）
- 孫（9人）
今上天皇、秋篠宮文仁親王、黒田清子、巌の2男、恵美子の1男1女、修の2女
- 曾孫
愛子内親王、小室眞子、佳子内親王、悠仁親王など